# Premi letterari della narrativa fantastica
Elenco di premi letterari del fantastico, organizzati per lingua.

## Premi in lingua italiana

### Premi attualmente in esistenza
I seguenti sono premi riservati a opere inedite. Il Premio Italia e il Trofeo Cittadella sono invece dedicati a opere già pubblicate.
- 300 parole per un incubo[1]
- Concorso letterario La Centuria[2]
- N.A.S.F. - Nuovi autori science fiction[3]
- Premio Odissea (Delos)[4]
- Premio Robot (Delos)
- Premio Urania
- Premio Urania Short[5][6]
- Trofeo RiLL

### Premi non più in esistenza o attualmente sospesi
- Premio Alien
- Premio Akery
- Premio Cosmo
- Premio Courmayeur
- Premio Fantascienza.com (sostituito dal Premio Odissea)
- Premio Fata Morgana[7]
- Premio Future Shock
- Premio Lovecraft
- Premio Oltrecosmo
- Premio Omelas
- Premio Silmaril (Società Tolkieniana Italiana)
- Premio Solaria
- Premio Yorick
- Short stories
- Space Prophecies[8]

## Premi in lingua inglese
- Premio Bram Stoker